# Assemblée générale de l'Union astronomique internationale de 2000
24e assemblée générale de l'Union astronomique internationale
La 24e assemblée générale de l'Union astronomique internationale s'est tenue en août 2000 à Manchester, au Royaume-Uni.